# Zgornje Poljčane
Zgornje Poljčane is een plaats in Slovenië en maakt deel uit van de gemeente Poljčane in de NUTS-3-regio Podravska. De plaats telde 793 inwoners op 1 januari 2020.

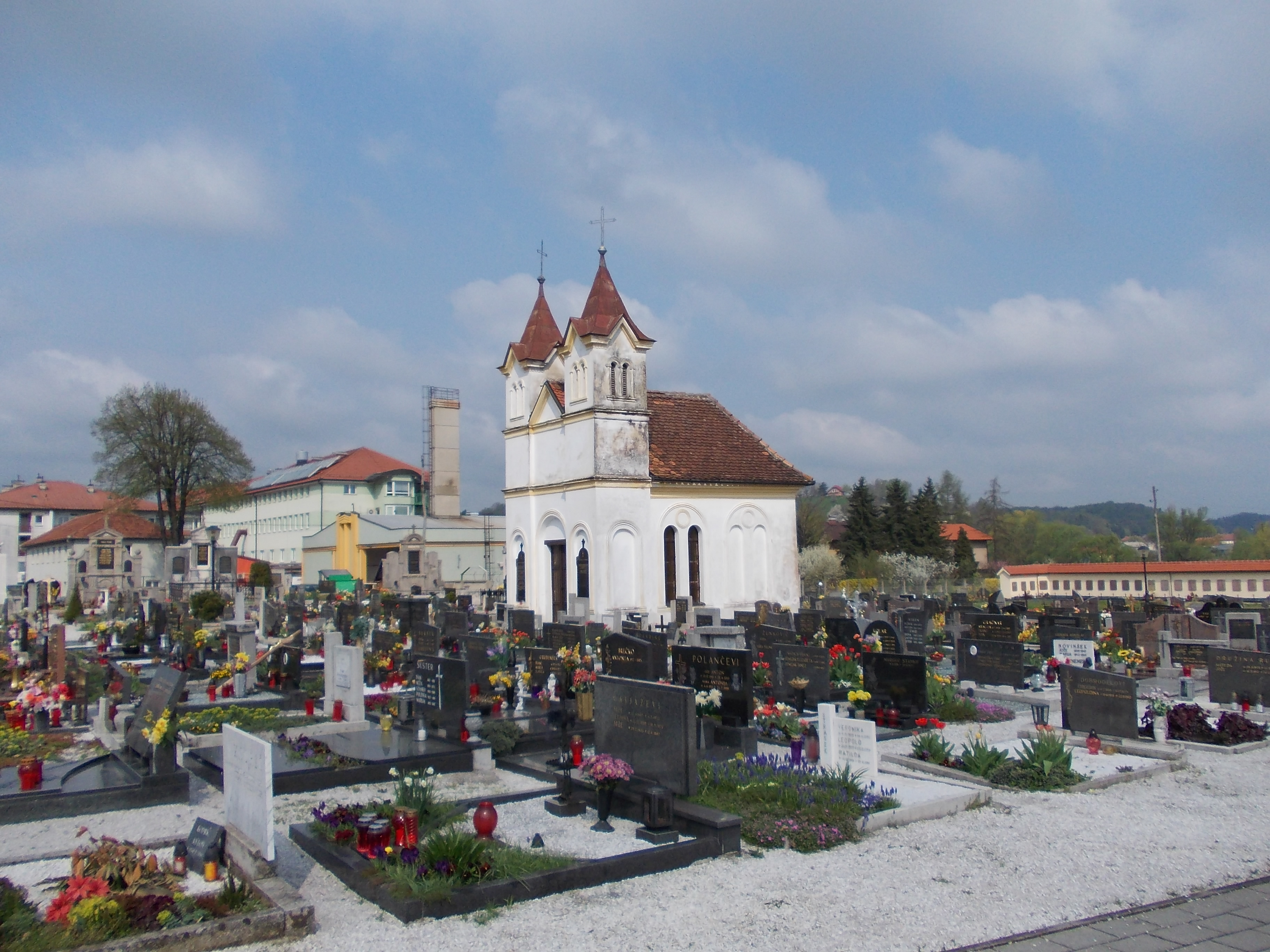
Kerk en begraafplaats